# Dacia Nova
Dacia Nova je rumunský automobil navržený a vyráběný firmou Dacia. Výroba začala v roce 1995 a skončila v roce 2000. Je to malý pětimístný pětidveřový hatchback. Motor GTi je z roku 1998, je to GT se vstřikováním Bosch K Jetronic, které snižuje vysokou spotřebu paliva.

## Motory
| Jméno   | Objem     | Typ            | Výkon                         | Max. rychlost | Zrychlení (0-100 km/h) |
| ------- | --------- | -------------- | ----------------------------- | ------------- | ---------------------- |
| 1.6 GT  | 1.557 cm3 | 8 Ventile SOHC | 52 kW (72 PS) bei 5.500 U/min | 160 km/h      | 15,9 s                 |
| 1.6 GTi | 1.557 cm3 | 8 Ventile SOHC | 52 kW (72 PS) bei 5.500 U/min | 160 km/h      | 15,9 s                 |
| 1.4 GLi | 1.387 cm3 | 8 Ventile SOHC | 48 kW (65 PS) bei 5.500 U/min | 160 km/h      | 15,9 s                 |